# Szulfametizol
A szulfametizol (INN: sulfamethizole) rövid ideig ható szulfonamid típusú antibiotikum. Elsősorban húgyúti fertőzések ellen írják fel, mert a vesén keresztül ürül a szervezetből.
A VIII. Magyar Gyógyszerkönyvben Sulfamethizolum    néven hivatalos.  

## Hatásmód
A szulfametizol – a többi szulfonamidhoz hasonlóan – a p-aminobenzoesav(en) (PABA) kompetitív gátlója. Ez megakadályozza, hogy a baktérium dihidropteorát szintáz(en) enzimje folsavat állítson elő, ami szükséges a baktérium osztódásához.
A  szulfametizol széles spektrumú, sok Gram-negatív és -pozitív mikroorganizmus ellen hatásos, ugyanakkor számos törzs rezisztenciát fejleszt ki a szulfonamid típusú szerek ellen.
A szulfonamidok általában jól felszívódnak az emésztőrendszerből, és eloszlanak a teljes szervezetben (emiatt ritkán adják szisztémás fertőzés ellen). Az injekciós adagolás viszont problematikus, mivel a szulfonamidok vízben oldódó sói erősen lúgosak, és károsítják a szöveteket.

## Mellékhatások, ellenjavallatok
Ellenjavallatok: 2 hónaposnál fiatalabb kor, terhesség, szoptatás, súlyos vese- vagy májkárosodás,  lupus erythematosus(en), a vérképző szervek rendellenessége.
Különleges figyelem szükséges máj-, vese- és AIDS-betegeknél, időseknél.
Gyakori mellékhatások: hányinger, hányás, étvágytalanság, hasmenés. Ritka mellékhatások: sárgaság (koraszülötteknél), májkárosodás, szívizom- vagy érgyulladás, vércukorszint leesés, pajzsmirigy-alulműködés.
Gyógyszer kölcsönhatások:
- erősíti a hidantoin hatását (foszfenitoin(en), fenitoin)
- erősíti a metotrexát toxikus hatását
- klórpropamiddal(en) együtt hipoglikémia (a vércukorszint kóros lecsökkenése) léphet fel
- meténaminnal együtt a húgysav kikristályosodhat (a vesekő egyik formája)

## Adagolás
Szájon át. Felnőttnek napi 1,5–4 g 3–4 részre osztva. Gyermeknek 35–40 mg/tskg 4 adagban. Máj- és vesekárosodás esetén az adag csökkentésére lehet szükség. Sok folyadék fogyasztásával csökkenthető a vesekő kockázata.

## Készítmények
A nemzetközi gyógyszer-kereskedelemben számos szulfametizolt tartalmazó készítmény kapható önállóan és különböző kombinációkban egyaránt.
Magyarországon nincs forgalomban.

## Fizikai/kémiai tulajdonságok
Fehér vagy sárgásfehér kristályos por. Vízben nagyon rosszul, alkoholban rosszul, acetonban jól oldódik.
|         | Szájon át | Bőr alá | Intra- vénás | Izomba |
| ------- | --------- | ------- | ------------ | ------ |
| patkány | 3500      | >6560   | 2710         | 4444   |
| egér    | >10000    | 1210    | 1820         |        |